# 둥펑베이차오역
둥펑베이차오역(东风北桥站)은 중국 베이징시 차오양구 마이쯔뎬 가도·장타이 지구 경계의 동4환북로·량마차오로·주셴차오 남로 교차로 둥펑차오 북측에 위치한 베이징 지하철 14호선의 역이다. 역의 본체 구조는 2012년 10월에 마감되었다. 2014년 12월 28일 14호선 동쪽 구간 개통과 함께 개장되었다.

## 위치
둥펑베이차오역은 동4환북로(북서 - 남동 방향)와 량마차오로 - 주셴차오 남로(남서 - 북동 방향)가 교차하는 둥펑베이차오 지구의  둥펑베이차오 서쪽에 위치한다.

## 역 구조

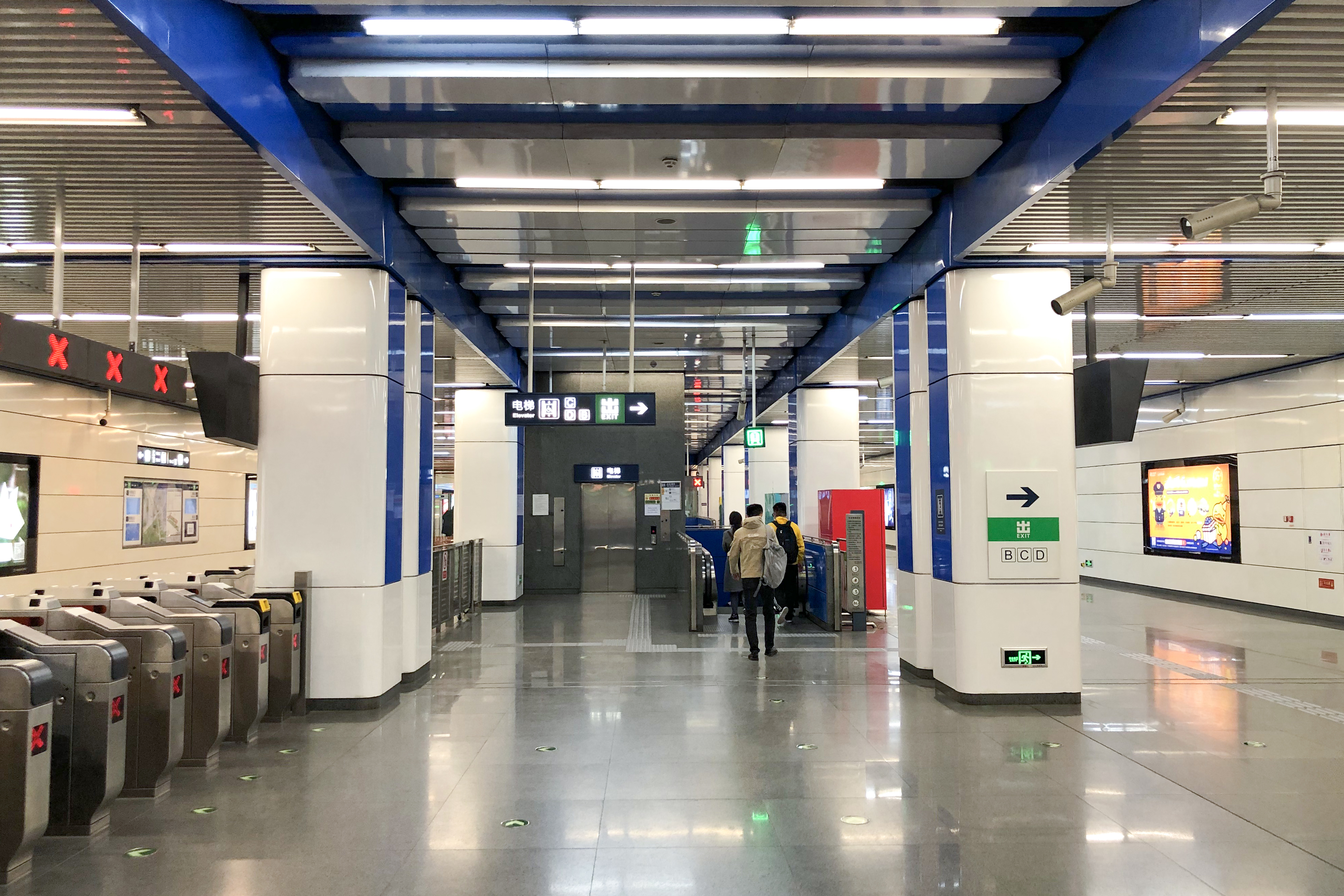
대합실 (2021년 4월 촬영)

둥펑베이차오역은 섬식 승강장으로 설계된 승강장 폭 12m인 2층 건물의 지하역이다. 역사의 총 길이는 296.01m로, 2열, 3경간, 1열 2경간 구조를 채택하고 있으며, 주요 건물 면적은 11,338.92㎡이다. 역사 구조의 북쪽 끝에는 두 개의 선로가 승강장의 폭만큼 평행 선로로 결합되는 구조이다. 북쪽에는 대구경 실드 확장 시험 구간이 존재하는데, 이 구간은 순폐 터널이 설치된 단일 이중선이다. 장타이역은 둥펑베이차오역 북쪽에 있으며 가오자위안역은 순폐 터널을 기반으로 승강장 구조를 확장했다.

### 층별 구조
| 지면층             | 출입구                          | B—D출입구                                               |
| 지하 1층 대합실 층 | 대합실                          | 발권 서비스, 자동 티켓 판매기, 이카통(一卡通) 카드 충전 |
| 지하 2층 승강장 층 | ←                               | ■ 14호선 장궈좡 방면 (짜오잉)                           |
| 지하 2층 승강장 층 | 섬식 승강장, 왼쪽 출입문이 열림 |                                                         |
| 지하 2층 승강장 층 | →                               | ■ 14호선 산거좡 방면 (장타이)                           |

### 선로 평면
14호선 둥펑베이차오역 선로 평면은 반경 1,000m의 곡선이다. 이 역의 역 안내 방송에는 "승강장 간격에 주의하세요(请小心站台空隙)"라는 추가 알림이 있다.

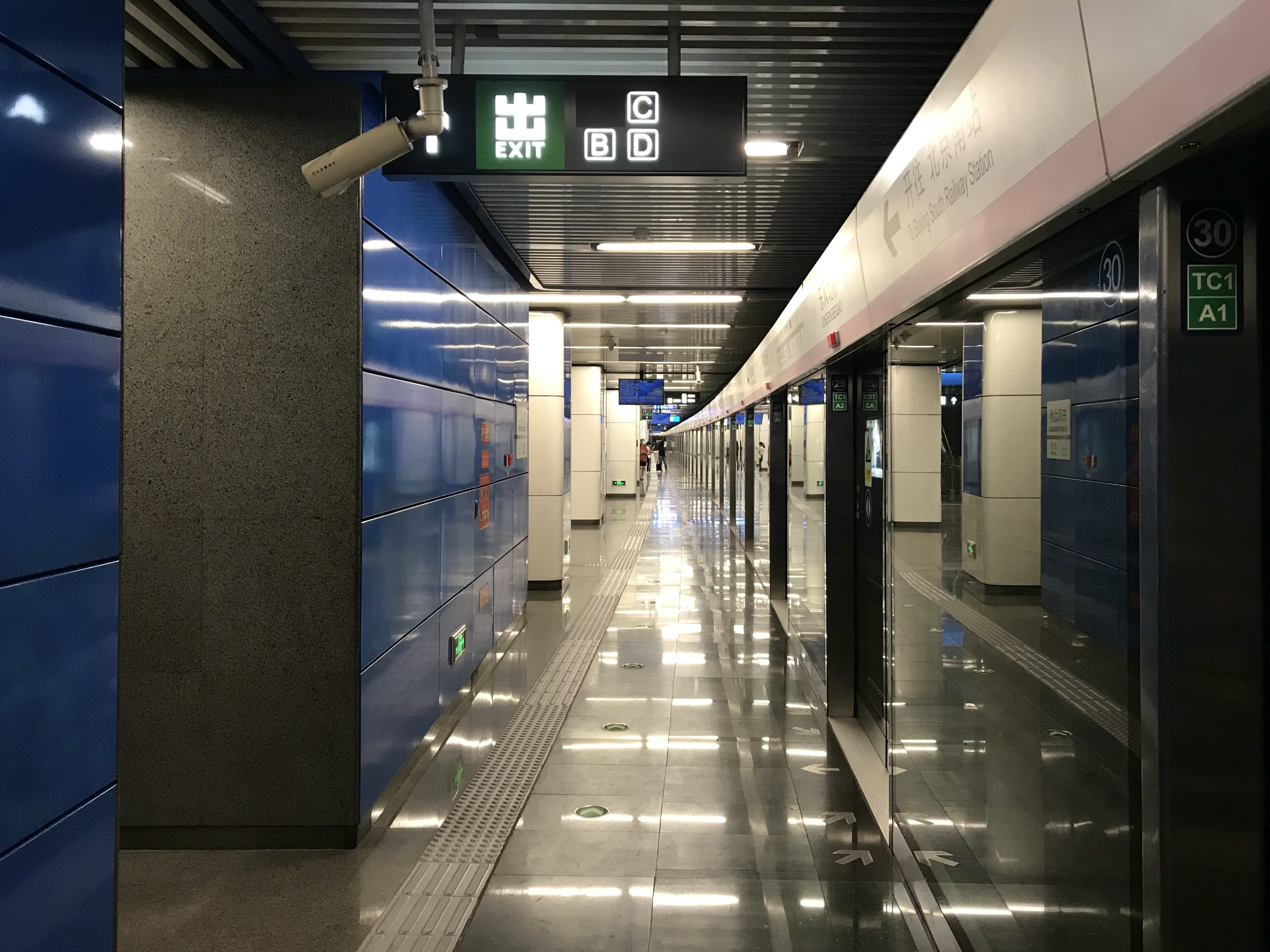
하행 방향의 곡선형 승강장(상행보다 반경이 크다)

## 출입구
현재 이 역에는 4개의 출입구(B, C1, C2, D)가 있으며 A(북서쪽) 입구는 사용 보류 상태이다.
|                         |                                                  |                          |      |             |
| 출구                    | 지시                                             | 출구 인근                | 사진 | 무장애 시설 |
| 出口 · B                | 동4환북로(东四环北路)                            |                          |      | 빈칸        |
| 出口 · C · 1            | 동4환북로(东四环北路), 량마차오로(亮马桥路)      |                          |      |             |
| 出口 · C · 2            | 동4환북로(东四环北路), 주셴차오 남로(酒仙桥南路) | 베이징차오양역 방향 버스 |      | 빈칸        |
| 出口 · D                | 량마차오로(亮马桥路)                             | 베이징차오양역 방향 버스 |      | 빈칸        |
| 아이콘 설명: 엘리베이터 |                                                  |                          |      |             |

## 역사

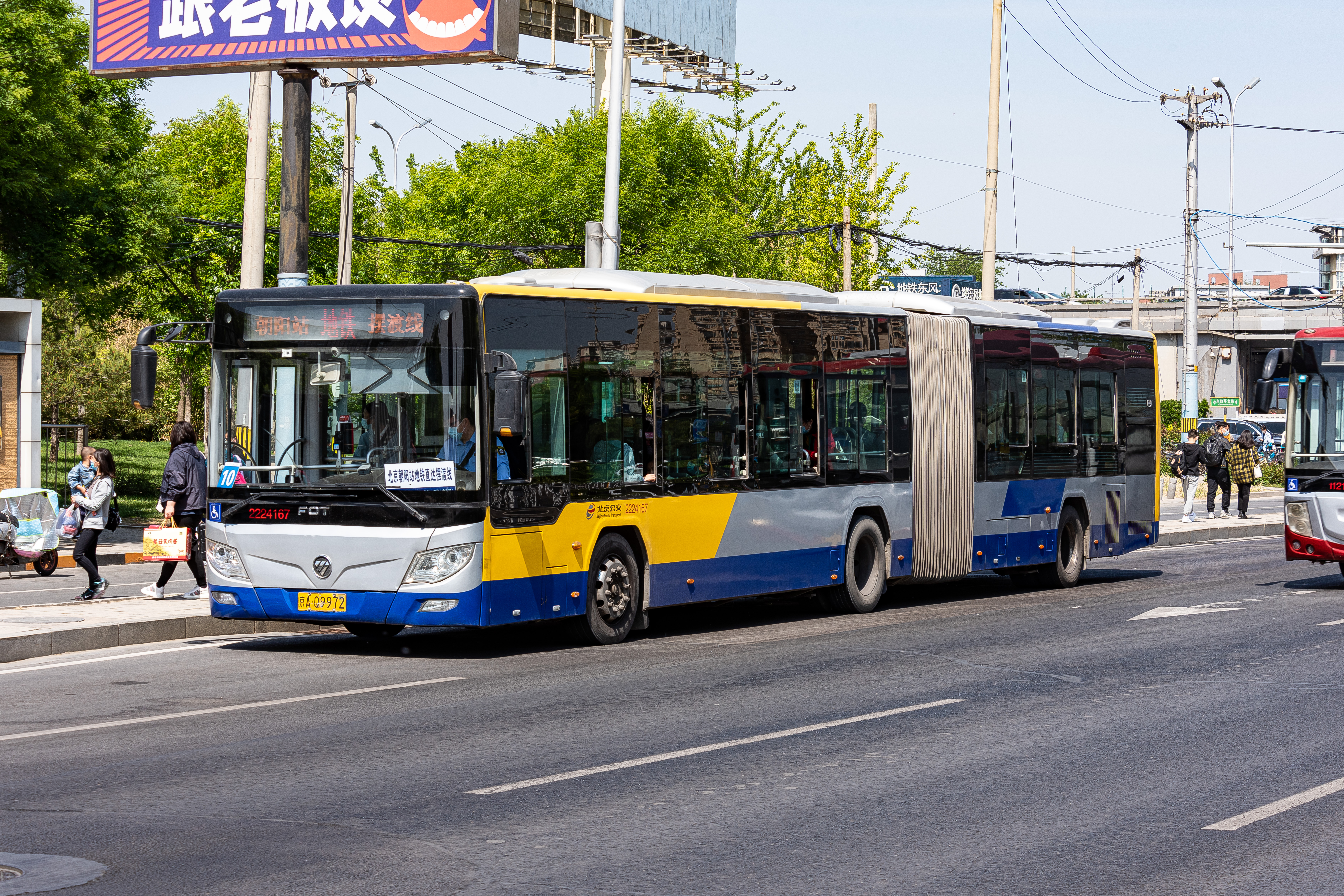
둥펑베이차오역 D출입구 앞에 정차하는 베이징차오양역 방향 셔틀버스

본 역사 건설은 2010년 10월 30일에 착공되었으며, 2011년 9월 역사 북쪽의 대구경 실드 터널 굴착이 시작되었다. 2014년 12월 28일, 이 역은 14호선 동부 구간(진타이루 - 산거좡)과 함께 개통되었다.
둥펑베이차오역은 한때 14호선과 계획된 과좌식 모노레일 동4환선 사이의 환승역으로 계획되었으나, 교통량이 적고 환경영향평가를 통과하지 못하는 등의 요인으로 인하여 동4환선이 2015년 초에 보류되었고, 14호선의 동부 구간으로 건설되었다. 베이징 지하철 핑구선의 예비 계획에서도 둥펑베이차오역을 노선의 출발점으로 지정했지만, 2019년 12월 국가발전개혁위원회의 승인에 따라 출발역이 핑구선(22호선)은 둥다차오역으로 조정되었으며, 둥펑베이차오역 대신 차오양로를 따라 우회하는 경로로 변경되었다.
징하 고속철도 베이징차오양역 개통 및 지하철 연결 불가로 인하여 2021년 1월 22일부터 베이징 공교는 이 역을 지나 베이징차오양역 동쪽 광장까지 413번 노선을 도입하게 되었고, 베이징차오양역에서 이 역까지 셔틀버스를 추가로 운행하는 방식을 채택하여, 이 역은 청명절 마지막 날인 4월 5일 베이징차오양역과 연결되는 지하철역 중 하나가 되었다. 이 역은 노동절 연휴 마지막 날인 5월 5일에는 산거좡역까지 막차 출발 시간을 일시적으로 연장하기도 했다. 다음날 2시 2023년 춘절 성수기 귀성 기간 동안 이 역과 칭녠루역도 막차 시간을 연장하는 조치를 취했다.

## 참고 자료
1. ↑  刘春瑞 (2014년 3월 21일). “14号线东段年底通车”. 《新京报》. 2020년 5월 8일에 원본 문서에서 보존된 문서. 2014년 5월 28일에 확인함.
2. ↑  “轨道交通14号线工程规划方案公告”. 北京市规划委员会. 2014년 3월 16일에 원본 문서에서 보존된 문서. 2014년 5월 28일에 확인함.
3. ↑  “北京市规划委员会关于轨道交通M14线金台路至善各庄段沿线车站站名命名预案的公示书”. 北京市规划委员会. 2014년 4월 4일. 2014년 5월 29일에 원본 문서에서 보존된 문서. 2014년 5월 28일에 확인함.
4. ↑  “《北京地铁14号线工程东段（金台路站-终点）变更》环境影响评价第二次公示”. 北京市环境保护科学院. 2014년 3월 20일. 2014년 5월 29일에 원본 문서에서 보존된 문서. 2014년 5월 28일에 확인함.
5. ↑  余荣华 (2011년 9월 29일). “国内地铁建设首次使用10.22米大盾构始发”. 《人民网》. 2016년 3월 4일에 원본 문서에서 보존된 문서. 2014년 5월 28일에 확인함.
6. ↑  王全贤 (2012). “大直径盾构隧道在北京地铁工程中的应用”. 《都市快轨交通》 25 (5): 99–104.
7. ↑  涂露芳 (2010년 10월 31일). “14号线北段首座车站开工”. 北京日报. 2019년 7월 12일에 원본 문서에서 보존된 문서. 2016년 9월 24일에 확인함.
8. ↑  陈斯 (2011년 9월 29일). “最大地铁站 下午开挖”. 法制晚报. 2019년 7월 11일에 원본 문서에서 보존된 문서. 2016년 9월 24일에 확인함.
9. ↑  马力 刘春瑞 (2014년 2월 25일). “朝阳至通州建“空中小火车””. 《新京报》. 2019년 7월 15일에 원본 문서에서 보존된 문서. 2014년 5월 28일에 확인함.
10. ↑  李博 (2015년 1월 16일). “7号线“接班”东延至环球影城”. 《首都建设报》. 2016년 5월 2일에 원본 문서에서 보존된 문서. 2016년 9월 24일에 확인함.
11. ↑  张品秋 (2015년 12월 8일). “平谷线明年开工穿河北”. 北京晚报. 2016년 9월 24일에 원본 문서에서 보존된 문서. 2016년 9월 24일에 확인함.
12. ↑  “【设计】北京轨道交通22号线（平谷线）工程设计02～17合同段招标公告”. 中国轨道交通网. 2016년 9월 23일. 2016년 9월 24일에 원본 문서에서 보존된 문서. 2016년 9월 24일에 확인함.
13. ↑  “国家发展改革委关于调整北京市城市轨道交通第二期建设规划方案的批复”. 2019년 12월 5일. 2019년 12월 20일에 원본 문서에서 보존된 문서. 2020년 2월 3일에 확인함.
14. ↑  “北京迈入“六站两场”新时代”. 《北京日报》. 2021년 1월 23일. 2021년 4월 10일에 원본 문서에서 보존된 문서. 2021년 4월 10일에 확인함.
15. ↑  “北京地铁14号线（东段）及4号线上行方向今晚延长运营”. 北京日报客户端. 2021년 4월 5일. 2021년 4월 10일에 원본 문서에서 보존된 문서. 2021년 4월 10일에 확인함.
16. ↑  “本市交通部门多措并举应对返京高峰”. 《首都建设报》. 2021년 5월 6일. 2021년 11월 4일에 원본 문서에서 보존된 문서. 2021년 10월 31일에 확인함.
17. ↑  “27日北京迎抵京客流高峰：轨道交通多条线路延长运营时间”. 北京交通订阅号. 2023년 1월 27일. 2023년 1월 29일에 원본 문서에서 보존된 문서. 2023년 1월 28일에 확인함.